# Convocazioni al campionato europeo femminile di pallavolo 2001
Elenco delle giocatrici convocate per il campionato europeo 2001.

## Bulgaria
| N° | Nome                | Ruolo | Data di nascita   | Squadra   |
| -- | ------------------- | ----- | ----------------- | --------- |
| -  | Emil Trenev         | All   | 12 settembre 1948 | -         |
| 1  | Marina Marik        | L     | 17 agosto 1969    | -         |
| 4  | Vanja Sokolova      | O     | 22 giugno 1971    | Post Wien |
| 5  | Antonina Zetova     | O     | 9 luglio 1973     | Bergamo   |
| 6  | Desislava Veličkova | P     | 22 dicembre 1972  | -         |
| 7  | Neli Marinova       | P     | 27 maggio 1971    | Romanelli |
| 11 | Elena Arsova        | C     | 5 novembre 1975   | -         |
| 13 | Aneta Germanova     | S     | 1º marzo 1975     | Romanelli |
| 14 | Ilijana Gočeva      | C     | 2 novembre 1976   | -         |
| 15 | Emiliya Serafimova  | -     | 24 settembre 1976 | -         |
| 16 | Radostina Gradeva   | -     | 3 settembre 1978  | -         |
| 17 | Anna Milanova       | -     | 6 febbraio 1978   | -         |
| 18 | Ilijana Petkova     | C     | 11 ottobre 1977   | Post Wien |

## Croazia
| N° | Nome               | Ruolo | Data di nascita | Squadra                |
| -- | ------------------ | ----- | --------------- | ---------------------- |
| -  | Nenad Komadina     | All   | -               | -                      |
| 1  | Nataša Osmokrović  | S     | 27 maggio 1976  | Virtus Reggio Calabria |
| 2  | Ingrid Šišković    | S     | 6 giugno 1980   | Tortoreto              |
| 3  | Patricia Daničić   | -     | 21 aprile 1978  | Rijeka                 |
| 4  | Marina Katić       | P     | 1º ottobre 1983 | Split                  |
| 5  | Dragana Marinković | C     | 19 ottobre 1982 | Pula                   |
| 10 | Biljana Gligorović | P     | 31 ottobre 1982 | Virtus Reggio Calabria |
| 11 | Elena Čebukina     | C     | 11 ottobre 1965 | -                      |
| 12 | Vesna Jelić        | -     | 22 marzo 1982   | -                      |
| 13 | Beti Rimać         | S     | 14 gennaio 1976 | Palermo                |
| 15 | Maja Poljak        | C     | 2 maggio 1983   | Vicenza                |
| 16 | Mia Jerkov         | S/O   | 5 dicembre 1982 | -                      |
| 18 | Iskra Mijalić      | S     | 4 febbraio 1983 | -                      |

## Francia
| N° | Nome               | Ruolo | Data di nascita  | Squadra             |
| -- | ------------------ | ----- | ---------------- | ------------------- |
| -  | Jue Gang-bai       | All   | -                | -                   |
| 1  | Karine Salinas     | P     | 5 marzo 1973     | Spezzano            |
| 2  | Sylvie Lopes       | -     | 12 agosto 1973   | Béziers Gazélec     |
| 3  | Virginie Sarpaux   | -     | 12 giugno 1977   | Lohhof              |
| 4  | Lauranne Dautais   | -     | 20 giugno 1973   | RC Cannes           |
| 5  | Séverine Szewczyk  | S/O   | 29 giugno 1976   | Dauphines Charleroi |
| 6  | Sandra Urios       | -     | 13 giugno 1975   | RC Cannes           |
| 7  | Laure Koenig       | -     | 18 aprile 1975   | RC Cannes           |
| 8  | Sandra Kociniewski | S/O   | 22 maggio 1975   | Villebon            |
| 10 | Karine Havas       | P     | 14 aprile 1976   | Béziers Gazélec     |
| 11 | Virginie Kadjo     | S     | 3 maggio 1973    | USSP Albi           |
| 14 | Séverine Liénard   | S     | 19 febbraio 1979 | La Rochette         |
| 17 | Kinga Maculewicz   | C     | 27 maggio 1978   | Spezzano            |

## Germania
| N° | Nome              | Ruolo | Data di nascita   | Squadra            |
| -- | ----------------- | ----- | ----------------- | ------------------ |
| -  | Lee Hee-wan       | All   | -                 | -                  |
| 1  | Hanka Pachale     | S     | 12 settembre 1976 | Modena             |
| 2  | Béatrice Dömeland | P     | 4 agosto 1973     | Dresdner           |
| 3  | Tanja Hart        | P     | 24 gennaio 1974   | -                  |
| 5  | Sylvia Roll       | S     | 29 maggio 1973    | Giannino Pieralisi |
| 6  | Ina Mäser         | S     | 12 gennaio 1977   | Pool Piave         |
| 7  | Ulrike Jurk       | L     | 4 marzo 1979      | -                  |
| 9  | Christina Benecke | C     | 14 ottobre 1974   | Centro Ester       |
| 14 | Kathy Radzuweit   | C     | 2 marzo 1982      | Olympia Berlino    |
| 15 | Angelina Grün     | S/O   | 2 dicembre 1979   | Münster            |
| 16 | Judith Sylvester  | S/O   | 13 ottobre 1977   | -                  |
| 17 | Birgit Thumm      | C     | 3 luglio 1983     | DJK Karbach        |
| 18 | Andrea Berg       | C     | 24 gennaio 1981   | -                  |

## Grecia
| N° | Nome                   | Ruolo | Data di nascita   | Squadra |
| -- | ---------------------- | ----- | ----------------- | ------- |
| -  | Dimitrios Floros       | All   | -                 | -       |
| 1  | Ourania Gkouzou        | C     | 25 gennaio 1981   | -       |
| 2  | Maria Gkaragkounī      | S     | 21 dicembre 1975  | -       |
| 3  | Elenī Fragkiadakī      | -     | 23 giugno 1982    | -       |
| 4  | Nikī Gkaragkounī       | C     | 12 marzo 1977     | -       |
| 5  | Fidanka Saparefska     | C     | 4 maggio 1970     | -       |
| 7  | Georgia Paraskaki      | -     | 26 giugno 1981    | -       |
| 9  | Eleutheria Chatzīnikou | P     | 20 aprile 1978    | -       |
| 11 | Vasiliki Papazoglou    | S     | 24 agosto 1979    | -       |
| 12 | Maria Chatzīnikolaou   | C     | 30 settembre 1978 | -       |
| 13 | Vaia Dirva             | C     | 22 aprile 1977    | -       |
| 14 | Sofia Iordanidou       | S     | 3 maggio 1974     | -       |
| 17 | Iōanna Vlachou         | L     | 14 maggio 1981    | -       |

## Italia
| N° | Nome                | Ruolo | Data di nascita   | Squadra         |
| -- | ------------------- | ----- | ----------------- | --------------- |
| -  | Marco Bonitta       | All   | 5 settembre 1963  | -               |
| -  | Vania Beccaria      | S     | 24 luglio 1973    | Palermo         |
| -  | Maurizia Cacciatori | P     | 6 aprile 1973     | Bergamo         |
| -  | Paola Cardullo      | L     | 18 marzo 1982     | AGIL            |
| -  | Silvia Croatto      | S     | 6 maggio 1973     | Olimpia Ravenna |
| -  | Manuela Leggeri     | C     | 9 maggio 1976     | Modena          |
| -  | Eleonora Lo Bianco  | P     | 22 dicembre 1979  | Olimpia Ravenna |
| -  | Anna Vania Mello    | C     | 27 febbraio 1979  | Bergamo         |
| -  | Darina Mifkova      | S     | 24 maggio 1974    | Vicenza         |
| -  | Paola Paggi         | C     | 6 dicembre 1976   | Vicenza         |
| -  | Francesca Piccinini | S     | 10 gennaio 1979   | Bergamo         |
| -  | Simona Rinieri      | S     | 1º settembre 1977 | Bergamo         |
| -  | Elisa Togut         | S/O   | 14 maggio 1978    | Vicenza         |

## Paesi Bassi
| N° | Nome                | Ruolo | Data di nascita | Squadra              |
| -- | ------------------- | ----- | --------------- | -------------------- |
| -  | Angelo Frigoni      | All   | 17 marzo 1954   | -                    |
| 1  | Kim Staelens        | P     | 7 gennaio 1982  | Marcq-en-Barœul      |
| 3  | Francien Huurman    | C     | 18 aprile 1975  | -                    |
| 4  | Erna Brinkman       | S     | 25 marzo 1972   | Tortoreto            |
| 5  | Janneke van Tienen  | L     | 29 maggio 1979  | Weert                |
| 6  | Mirjam Orsel        | C     | 1º aprile 1978  | -                    |
| 7  | Elke Wijnhoven      | L     | 3 gennaio 1981  | Symmachia Roosendaal |
| 8  | Hanneke van Leusden | -     | 28 gennaio 1972 | -                    |
| 14 | Riëtte Fledderus    | P     | 18 ottobre 1977 | Giannino Pieralisi   |
| 15 | Ingrid Visser       | C     | 4 giugno 1977   | Vicenza              |
| 16 | Manon Flier         | S/O   | 8 febbraio 1984 | Volco                |
| 17 | Ruth van der Wel    | -     | 6 gennaio 1978  | -                    |
| 18 | Sandra Wiegers      | S     | 26 aprile 1974  | Robursport Pesaro    |

## Polonia
| N° | Nome                  | Ruolo | Data di nascita   | Squadra            |
| -- | --------------------- | ----- | ----------------- | ------------------ |
| -  | Zbigniew Krzyżanowski | All   | -                 | -                  |
| 1  | Katarzyna Mroczkowska | C     | 30 dicembre 1980  | Gwardia Wrocław    |
| 6  | Małgorzata Glinka     | S     | 30 settembre 1978 | Vicenza            |
| 7  | Katarzyna Gujska      | P     | 15 febbraio 1975  | Gwardia Wrocław    |
| 9  | Milena Rosner         | S     | 4 gennaio 1980    | Gedania            |
| 10 | Karolina Ciaszkiewicz | S     | 7 settembre 1979  | BKS                |
| 11 | Kamila Frątczak       | S     | 25 novembre 1979  | Calisia            |
| 13 | Dominika Leśniewicz   | L     | 13 gennaio 1974   | Pałac Bydgoszcz    |
| 15 | Barbara Merta         | C     | 10 gennaio 1977   | Calisia            |
| 16 | Aleksandra Przybysz   | S     | 2 giugno 1980     | BKS                |
| 17 | Joanna Staniucha      | S     | 5 dicembre 1981   | BKS                |
| 18 | Sylwia Pycia          | C     | 20 aprile 1981    | SMS PZPS Sosnowiec |
| -  | Izabela Bełcik        | P     | 29 novembre 1980  | Gedania            |

## Rep. Ceca
| N° | Nome                | Ruolo | Data di nascita  | Squadra                |
| -- | ------------------- | ----- | ---------------- | ---------------------- |
| -  | Miroslav Čada       | All   | 8 maggio 1953    | -                      |
| 2  | Zdeňka Mocová       | -     | 17 ottobre 1974  | -                      |
| 3  | Andrea Sieglova     | P     | 3 maggio 1976    | Calais                 |
| 5  | Jana Šimánková      | P     | 4 giugno 1980    | -                      |
| 7  | Marcela Ritschelová | C     | 9 ottobre 1972   | Virtus Reggio Calabria |
| 8  | Kateřina Bucková    | C     | 28 aprile 1978   | RC Cannes              |
| 9  | Kateřina Jenčková   | S     | 18 maggio 1971   | -                      |
| 10 | Martina Schwobová   | -     | 3 maggio 1976    | -                      |
| 11 | Jana Havlová        | S     | 27 maggio 1978   | -                      |
| 12 | Helena Horká        | S     | 15 giugno 1981   | Královo Pole           |
| 15 | Jana Jamborová      | -     | 21 maggio 1981   | -                      |
| 16 | Markéta Tomanová    | L     | 10 febbraio 1982 | -                      |
| 18 | Milada Spalová      | C     | 16 novembre 1979 | -                      |

## Romania
| N° | Nome               | Ruolo | Data di nascita   | Squadra        |
| -- | ------------------ | ----- | ----------------- | -------------- |
| -  | Costinel Stan      | All   | -                 | -              |
| 1  | Carmen Țurlea      | S/O   | 18 novembre 1975  | Centro Ester   |
| 2  | Elena Butnaru      | C     | 27 aprile 1975    | Palermo        |
| 3  | Luminita Trombitas | P     | 5 luglio 1971     | Palermo        |
| 5  | Carmen Marcovici   | C     | 20 marzo 1973     | -              |
| 7  | Irina Busu         | -     | 25 giugno 1978    | -              |
| 10 | Mirela Corjeutanu  | S     | 6 luglio 1977     | Rapid Bucarest |
| 11 | Cristina Pîrv      | S     | 29 giugno 1972    | Minas          |
| 14 | Daniela Mincă      | P     | 14 luglio 1971    | -              |
| 15 | Anca Bergmann      | C     | 21 febbraio 1976  | -              |
| 16 | Carmen Danoiu      | S     | 1º novembre 1979  | -              |
| 18 | Claudia Coiculescu | L     | 17 settembre 1972 | -              |

## Russia
| N° | Nome                | Ruolo | Data di nascita   | Squadra                |
| -- | ------------------- | ----- | ----------------- | ---------------------- |
| -  | Nikolaj Karpol'     | All   | 1º maggio 1938    | -                      |
| -  | Evgenija Artamonova | S     | 17 luglio 1975    | Virtus Reggio Calabria |
| -  | Ekaterina Gamova    | S/O   | 17 ottobre 1980   | Uraločka               |
| -  | Elena Godina        | S     | 17 settembre 1977 | Uraločka               |
| -  | Tat'jana Gračëva    | P     | 23 febbraio 1973  | Uraločka               |
| -  | Inessa Emel'janova  | C     | 17 gennaio 1972   | Yeşilyurt              |
| -  | Natal'ja Morozova   | L     | 28 gennaio 1973   | Uraločka               |
| -  | Elena Plotnikova    | S     | 26 luglio 1978    | Kocaelispor            |
| -  | Ol'ga Potašova      | S     | 26 giugno 1976    | Virtus Reggio Calabria |
| -  | Ljubov' Sokolova    | S     | 4 dicembre 1977   | Eczacıbaşı             |
| -  | Elena Batuchtina    | S     | 12 aprile 1971    | -                      |
| -  | Elizaveta Tiščenko  | S     | 7 febbraio 1975   | Uraločka               |
| -  | Elena Vasilevskaja  | P     | 27 febbraio 1978  | -                      |

## Ucraina
| N° | Nome                 | Ruolo | Data di nascita   | Squadra         |
| -- | -------------------- | ----- | ----------------- | --------------- |
| -  | Garij Jegiazarov     | All   | -                 | -               |
| 2  | Alla Kravets         | -     | 12 gennaio 1973   | -               |
| 4  | Olena Sydorenko      | -     | 20 gennaio 1974   | -               |
| 5  | Tetyana Ivanyushkina | -     | 18 settembre 1966 | -               |
| 6  | Regina Miloserdova   | C     | 9 giugno 1973     | -               |
| 7  | Iryna Žukova         | P     | 22 novembre 1974  | Modena          |
| 9  | Olena Yena           | S     | 24 giugno 1972    | -               |
| 10 | Tetjana Voronina     | S     | 20 ottobre 1977   | SKRA Varsavia   |
| 14 | Julija Šeluchina     | C     | 3 aprile 1979     | -               |
| 15 | Nataliya Bozhenova   | C     | 15 gennaio 1969   | Olimpia Ravenna |
| 17 | Maryna Martsynyuk    | -     | 26 febbraio 1981  | -               |
| -  | Mariya Aleksandrova  | -     | 7 aprile 1974     | -               |
| -  | Oleksandra Fomina    | L     | 4 maggio 1975     | RC Cannes       |